# 려명거리
려명거리(黎明거리, 표준어: 여명거리)는 조선민주주의인민공화국 평양직할시 도심의 동북부에 위치한 대성구역의 금수산태양궁전부터 모란봉구역의 영생탑까지 동서로 뻗어있는 길이 3km, 왕복 8차선의 도로를 가리킨다.

## 주요 시설

### 영생탑

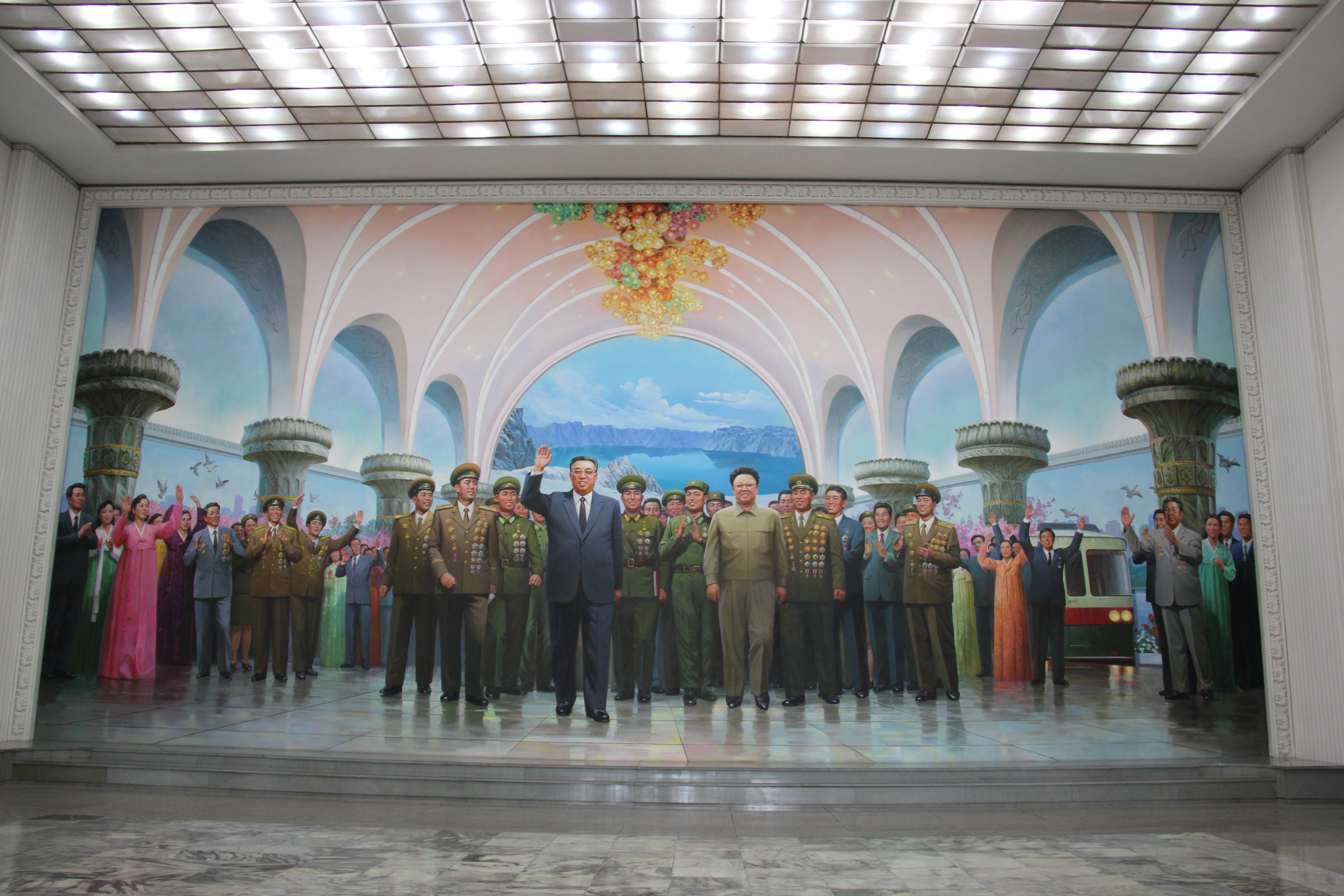
지하철도건설박물관

영생탑(永生塔)은 조선민주주의인민공화국 곳곳에 세워진 탑이다. 잘 알려진 탑은 평양에 있으며, “위대한 김일성 동지와 김정일 동지는 영원히 우리와 함께 계신다”라고 적혀 있다.

### 지하철도건설박물관

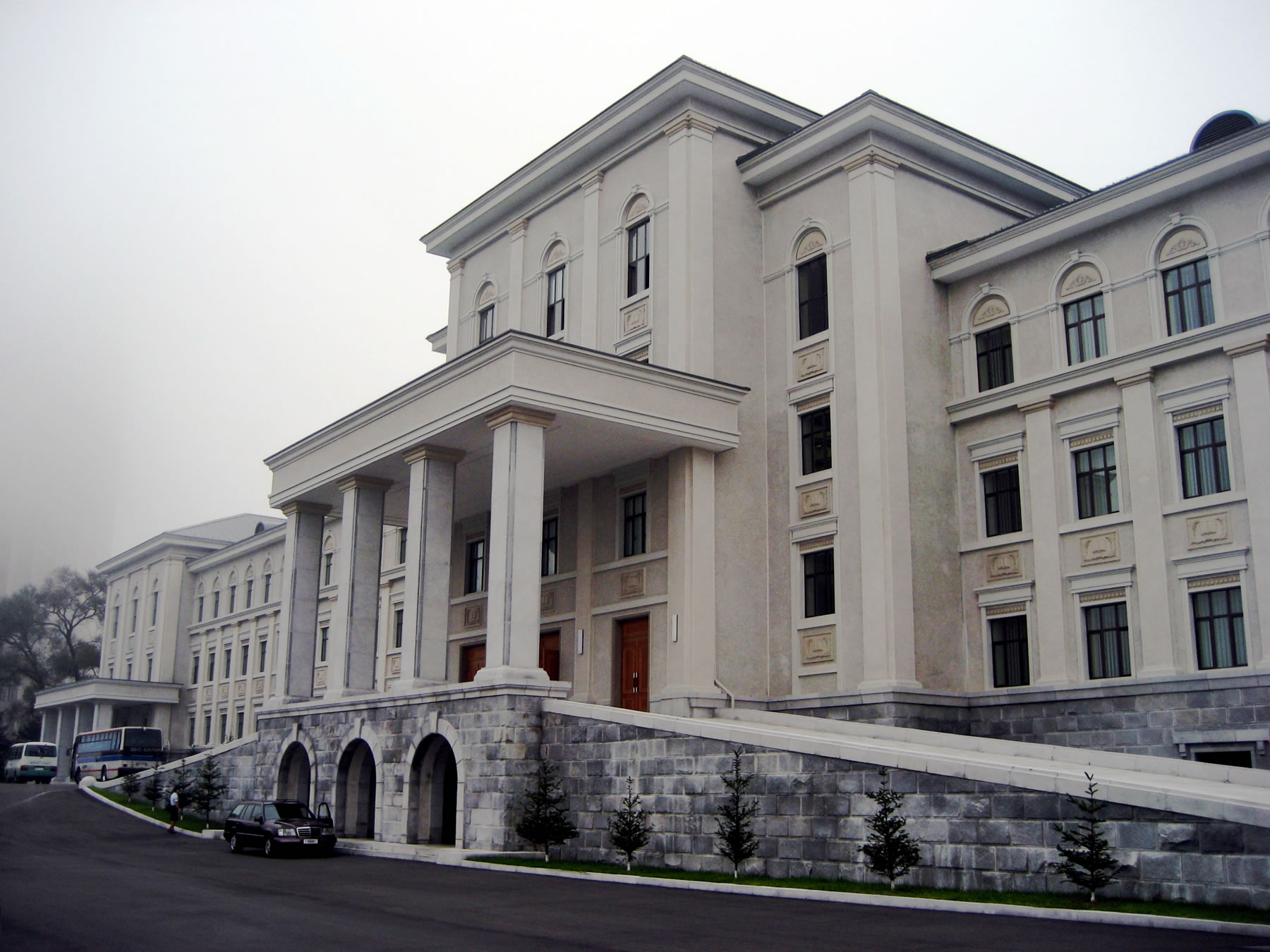
김일성종합대학

지하철도건설박물관은 1973년에 개관한 박물관은 조선민주주의인민공화국 평양직할시에 위치하고 있다.

### 김일성종합대학
김일성종합대학(金日成綜合大學)은 평양에 있는 조선민주주의인민공화국의 국립대학이고, 1946년 10월 1일에 김일성을 기념하며 개교했다. 평양직할시 대성구역에 있다. 줄여서 김대(金大)라고 한다.

### 룡남중학교
룡남중학교는 조선민주주의인민공화국 평양직할시에 위치하고 있다.

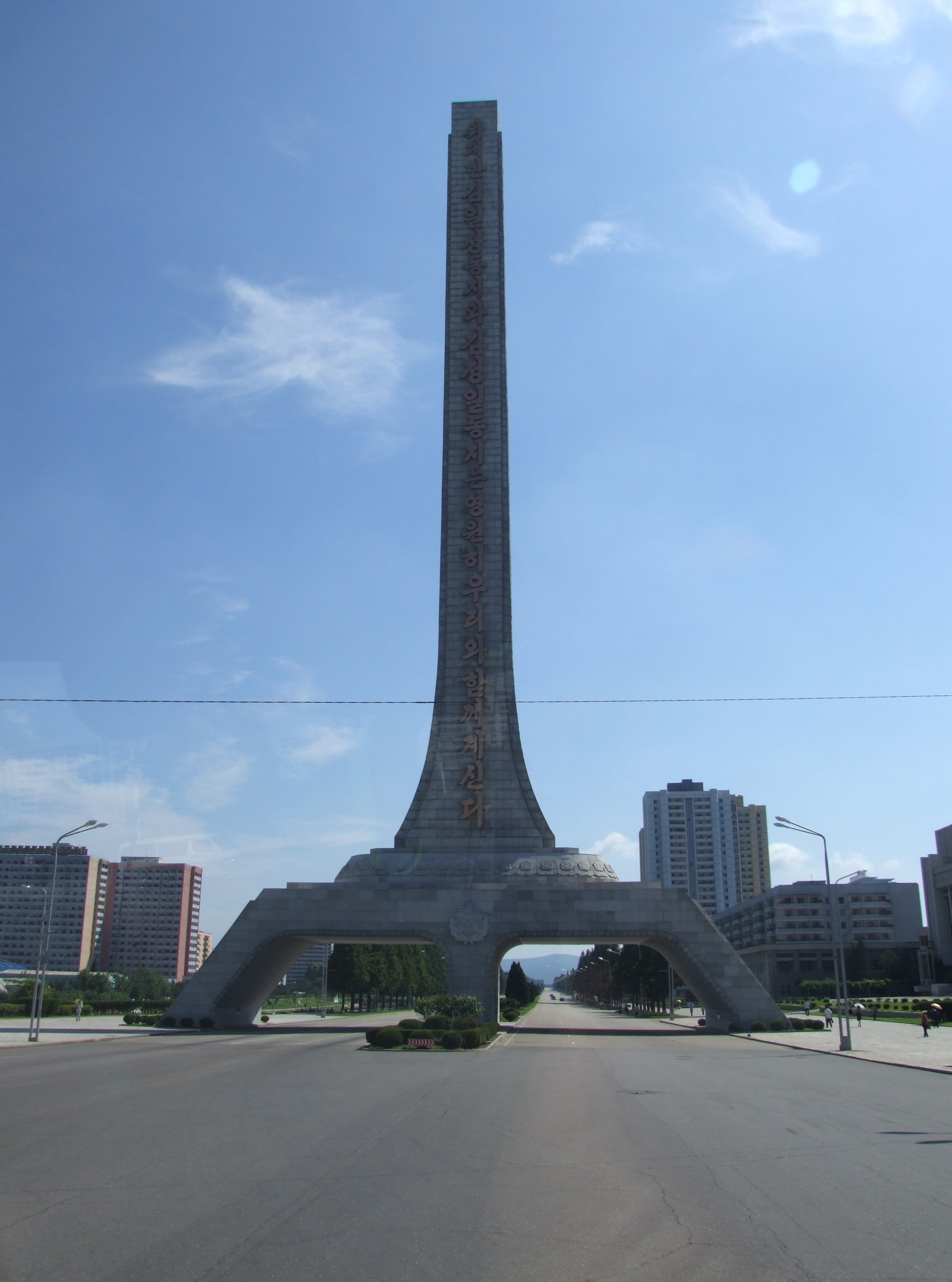
려명거리의 영생탑

### 미산스카야 초등학교
미산스카야 초등학교는 조선민주주의인민공화국 평양직할시에 위치하고 있다.

### 금수산태양궁전

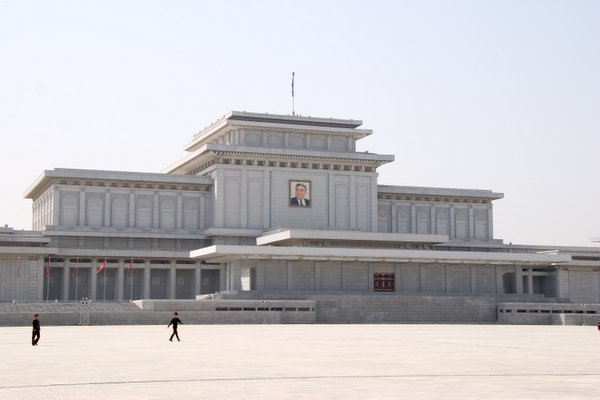
금수산태양궁전

금수산태양궁전(錦繡山太陽宮殿)은 조선민주주의인민공화국의 수도 평양직할시에 있는 김일성 주석과 김정일 국방위원장의 시신이 안치된 건물이다. 궁전 내부에는 김일성의 유품이나 생전에 사용했던 열차의 일부를 전시하고 있다.

### 려명거리 아파트
려명거리 아파트는 새로운 주거단지인 82층, 70층, 55층, 50층, 45층, 35층 높이인 아파트, 보육, 우체국, 세탁소 등이 있다.

## 방송
- 걸어서 세계속으로 572회 - 평양속으로 (2018년 9월 15일)

## 교통

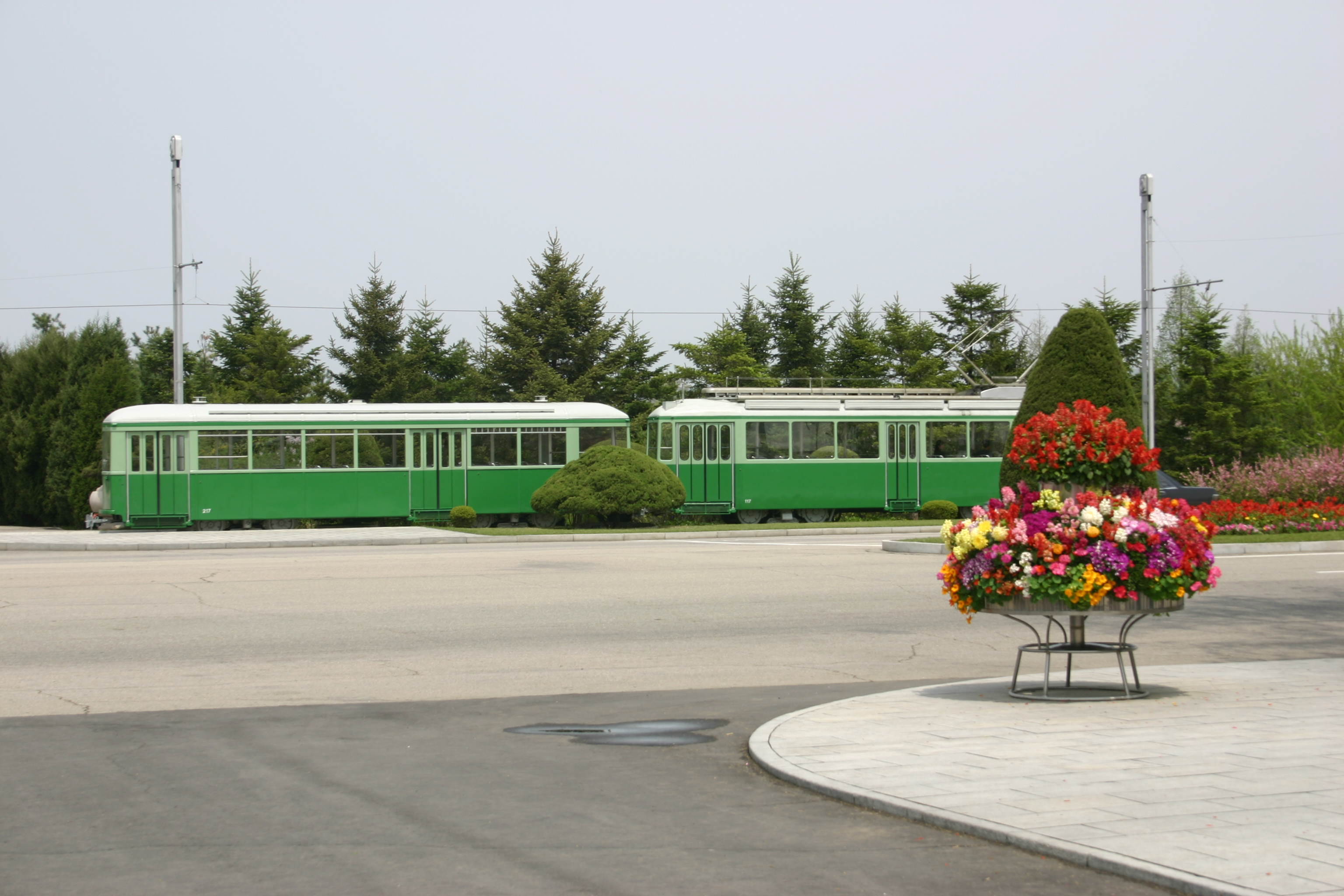
금수산선의 VBZ 트램

려명거리는 평양 궤도전차 금수산선과 평양 지하철도 혁신선과 연결되어 있다. 주변에는 방송국이 있다.
- 전승역
- 삼흥역
- 광명역 (평양) (1995년부터 무기한 폐쇄)

## 같이 보기
- 려명거리신도시
- 미래과학자거리